# Битва при Фермопілах (191 до н. е.)
Битва при Фермопілах (191 до н.е.) — головна битва першого етапу Римо-селевкідської війни 192-188 рр. до н.е., внаслідок якої сирійський цар Антіох III був змушений покинути Балкани.

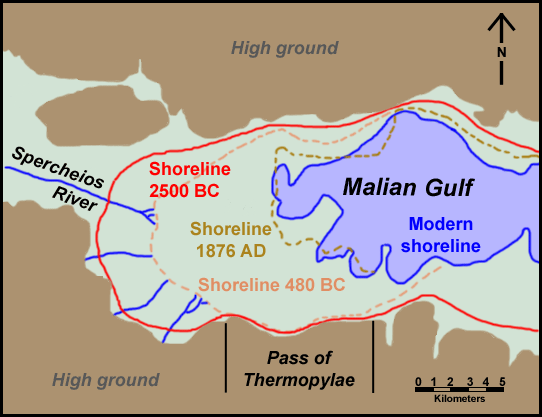
Мапа району Фермопіл. Прохід тягнувся по південному узбережжю Малійської затоки, обмежений з півночі болотами, а з півдня горою

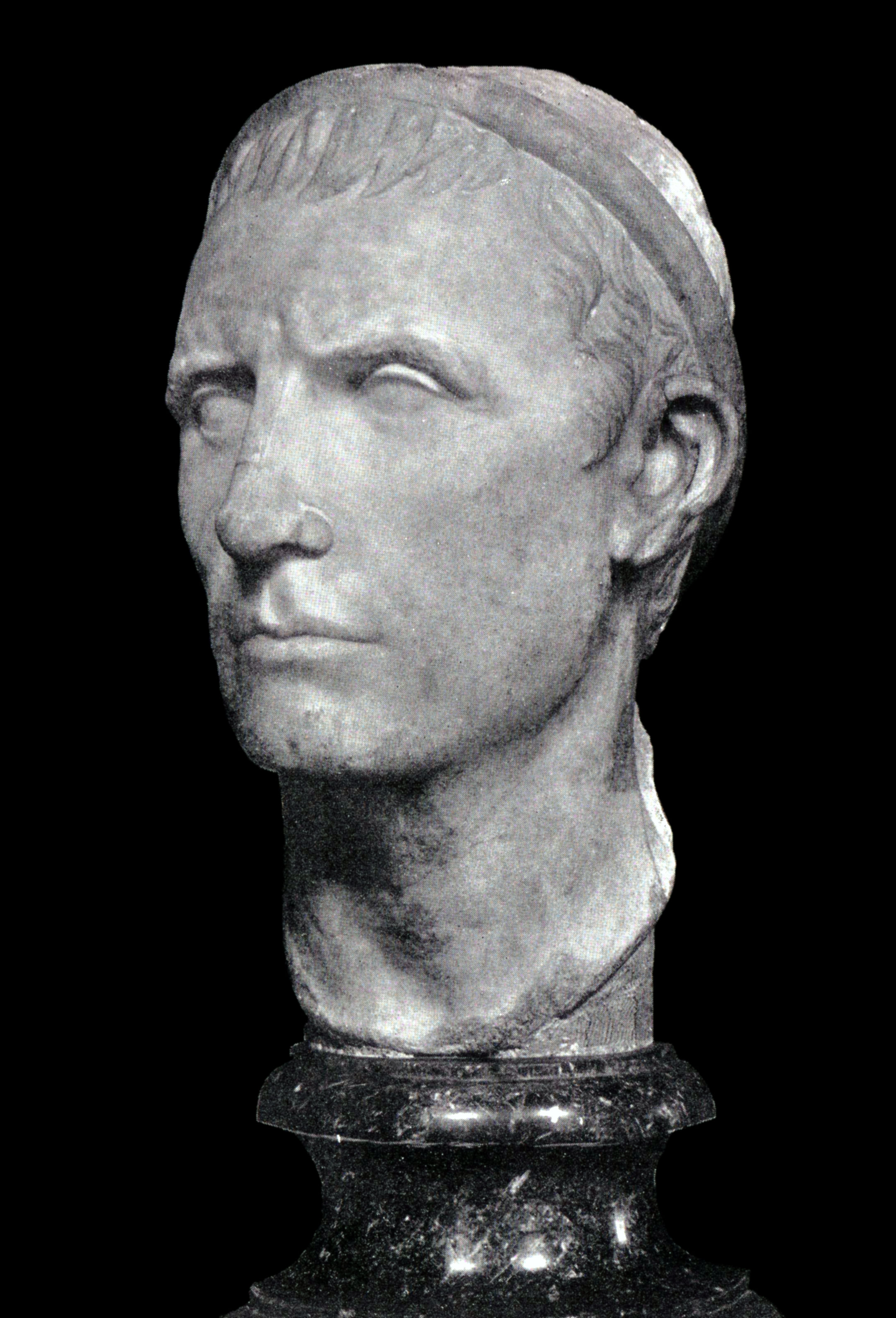
Антіох III Великий

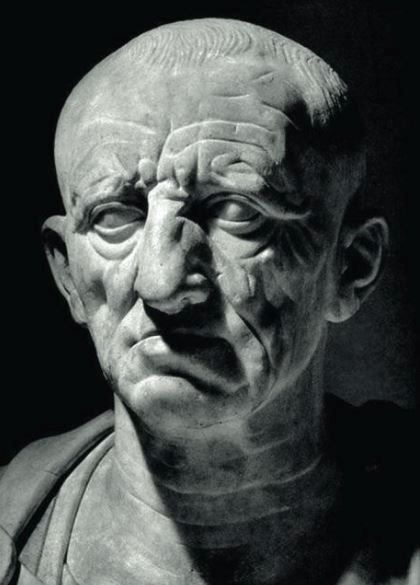
Марк Порцій Катон, обхідний маневр якого вирішив доля битви

Антіох III почав війну вторгненням на Балкани з незначною – лише 10 тисяч піхотинців, 500 вершників та 6 слонів – армією. До такої авантюри його підштовхнули заклики етолійців, котрі обіцяли масову підтримку греків, начебто вже вкрай незадоволених римлянами. Втім, навіть коли цар не отримав очікуваних грецьких контингентів, він не вжив заходів до термінової доставки підкріплень, а, розташувавшись на зимові квартири у Халкіді (острів Евбея), провадив час у весільних розвагах.  
З початком кампанії 191 р. до н.е. Антіох здійснив за великим рахунком безрезультатний похід до окраїнної Акарнанії, проте так і не забезпечив поповнення своїх сил. Тим часом море перетнув римський консул Маній Ацилій з 20 тисячами піхотинців, 2 тисячами вершників та 15 слонами. Він вирушив до Македонії на з’єднання із загоном Марка Бебія, котрий прибув сюди в попередньому році, та силами союзного македонського царя Філіппа V. Далі об’єднана армія вирушила у Фессалію, де звільнила від сирійських гарнізонів кілька міст на півдні цієї області.
Дізнавшись про рух ворога, Антіох попрямував назустріч йому до невеликої прибережної області Маліда, котра лежала південніше від Фессалії на шляху до центральної Греції. Одночасно він закликав етолійців з'явитись до головного міста цієї області Ламії у якмога більшій кількості. Втім, їх зійшлось ще менше ніж раніше, тому Антіох вирішив відступити та зайняти позиції у Фермопільському проході, через який дорога йшла з Маліди далі на південь у Локриду. Тут він сподівався стримати переважаючі сили ворога завдяки малій ширині придатного для наступу проходу, котрий до того ж перекрили укріпленнями – подвійним валом та ровом, а в окремих місцях і додатковою стіною. Водночас 4 тисячі союзних етолійців зайняли Гераклею Трахінську, розташовану в Маліді за кілька кілометрів до ущелини (тобто в тилу армії, наступаючої у напрямку Локриди). Ближче до битви частина з них в числі 2 тисяч відгукнулась на прохання царя та, щоб попередити можливий обхідний маневр римлян, зайняла гірські вершини Каллідром, Родунтія і Тіхіунт.
Перш ніж рушити до битви, Маній Ацилій вислав дві тисячі відбірних солдат під командуванням Луція Валерія Флакка та Марка Порція Катона для здійснення обходу, при цьому перший повинен був атакувати Родунтію та Тіхіунт, тоді як другий вирушив на Каллідром. Головна ж частина війська пішла на македонські укріплення у Фермопільському проході. Тут вузька полоса землі була стиснена між горою та болотами, котрі тягнулись до самого моря та створювали нездоланну перешкоду. По-під горою Антіох поставив стрільців з лука, пращників та метателів дротиків, щоб вони, працюючи з підвищеного місця, вражали ворога у неприкриті щитами місця. На правому фланзі біля боліт стали слони, за якими знаходилась кіннота. Частина легкоозброєних та фалангіти розташувались перед валом.
З початком бою македоняни певний час стримували натиск римлян, у чому чимало допомагав обстріл з високого місця під горою. Втім, у підсумку сирійців почали тіснити, так що вони зайняли позиції на валу та зверху наносили шкоду ворогу, використовуючи для цього свої довгі списи. Узяти таку позицію було б дуже важко, проте в цей час до місця бою почала підходити колонна Марка Порція, котрий застав етолійців сплячими та скинув їх з Каллідрому, перебивши більшу частину. Хоча дії Валерія Флакка проти двох інших висот були невдалими, проте і підходу загону Катона виявилось достатнім, щоб воїни Антіоха у паніці почали втікати.
Під час переслідування римлянам заважала мала ширина проходу та слони, котрі йшли у ар’єргарді селевкідської армії та відлякували коней. Тому хоча й вдалось перебити та захопити в полон багатьох ворогів, а також знищити слонів, проте значна частина сирійського війська змогла відступити. Втім, після опівночі консул знову вислав наздогін кінноту, а з настанням ранку і легіони. Оскільки при безладній втечі по незнайомій місцевості чимало воїнів Антіоха збилась із дороги та відстала, це нове переслідування призвело до знищення більшості тих сил, котрі сирійський цар привів до Європи. Антіох із загоном у 500 воїнів прибув до Халкіди, звідки вирушив у Ефес.
Що стосується римлян, то вони в бою з Антіохом втратили лише 150 воїнів. Крім того, ще 50 загинуло, коли під час битви етолійці із Гераклеї, котрі знаходились в тилу римської армії, невдало спробували атакувати її табір.
Після того, як міста Евбеї без спротиву відкрили ворота римлянам, консул повернувся до Маліди та зайнявся облогою Гераклеї Трахінської.